# Noordelijke Sporaden
De Noordelijke Sporaden (Grieks: Βόρειες Σποράδες; Vóries Sporádes) zijn een groep Griekse eilanden voor de kust van, en vanaf 2011 bestuurlijk behorende tot, de regionale eenheid (periferiaki enotita) Magnesía (Magnisia) of de regionale eenheid Sporaden (Sporades) in de bestuurlijke regio (periferia) Thessalië, en de eenheid en eiland Euboea in de regio Centraal-Griekenland. Soms wordt deze eilandengroep ook gewoon de Sporaden genoemd, omdat de benaming "Zuidelijke Sporaden" niet vaak wordt gebruikt. Sinds 1992 maken de Noordelijke Sporaden deel uit van het Nationaal park Alonissos en Noordelijke Sporaden.

## Plaatsen[1]
Door de bestuurlijke herindeling (Programma Kallikratis) werden de departementen afgeschaft vanaf 2011. “Sporades”, afgesplitst van het voormalige departement Magnesia, werd een regionale eenheid (periferiaki enotita) met 13.740 inwoners. Er werden eveneens gemeentelijke herindelingen doorgevoerd, in de tabel hieronder “GEMEENTE” genoemd.
| Plaats    | Hoofdplaats (vroeger) | Postcode | Gemeente  | Hoofdplaats van de gemeente |
| --------- | --------------------- | -------- | --------- | --------------------------- |
| Alonnisos |                       | 370 05   | Alonnisos | Alonnisos                   |
| Skiathos  |                       | 370 02   | Skiathos  | Skiathos                    |
| Skopelos  |                       | 370 03   | Skopelos  | Skopelos                    |

- Eilanden die bij de gemeente Alonnisos horen[3]: Adelfi, Adelfopoulo, Gioura, Korakas, Kyra Panagia, Lechousa, Peristera, Piperi, Psathoura, Skantili, Skantzoura.
- Eilanden die bij de gemeente Skopelos horen[4]: Agios Georgios, Dasia, Mikro, Paximoda, Plevro, Stroggylo.
- Eilanden die bij de gemeente Skiatos horen[5]:Argos, Aspronisos, Kastronisia, Maragos, Troulonisia, Tsougria, Tsougriaki.

Zo nu en dan wordt ook het eiland Euboea tot de Noordelijke Sporaden gerekend, maar meestal wordt het apart vermeld of als onderdeel van de Noordelijke Sporaden en Euboea.
Daarnaast bestaat er een rits eilanden die tot de eilandengroep behoren:
| - Grammeza - Prasso - Rineia Skyrou - Skyros (Euboea) |  | - Sarakino - Skyropoula - Valaxa |